# Gerichte im Großherzogtum Oldenburg
Dieser Artikel beschreibt die Gerichtsorganisation im Großherzogtum Oldenburg und nachfolgend im Freistaat Oldenburg.

## 1814 bis 1858
Im Herzogtum Oldenburg wurde 1814 die französische Gerichtsorganisation wieder abgeschafft und die vor der Franzosenzeit gültige Gerichtsorganisation wieder eingeführt. Oberstes Gericht war zunächst die Justizkanzlei, ab 1858 das Oberappellationsgericht Oldenburg.
Eingangsinstanz waren danach die Ämter sowie die Patrimonialgerichte. In der Stadt Oldenburg nahm der Stadtsyndikus diese Aufgabe war, in den Städten Delmenhorst und Jever (sowie ab 1830 in Varel) die Bürgermeister.
Darüber standen sieben herzogliche Landgerichte sowie das patrimoniale Bentincksche Landgericht zu Kniphausen (1828–1855).
- Landgericht Oldenburg für den gleichnamigen Kreis und die Ämter Oldenburg, Elsfleth und Zwischenahn
- Landgericht Neuenburg für den gleichnamigen Kreis und die Ämter Bockhorn, Rastede, Varel und Westerstede
- Landgericht Ovelgönne für den gleichnamigen Kreis und die Ämter Abbehausen, Brake, Burhave, Landwürden und Rodenkirchen
- Landgericht Delmenhorst für den gleichnamigen Kreis und die Ämter Berne, Delmenhorst, Ganderkesee und Wildeshausen
- Landgericht Vechta für den gleichnamigen Kreis und die Ämter Damme, Steinfeld und Vechta sowie der Herrlichkeit Dinklage
- Landgericht Cloppenburg für den gleichnamigen Kreis und die Ämter Cloppenburg, Friesoythe und Löningen
- Landgericht Jever für die Herrschaft Jever und die Ämter Jever, Minsen und Tettens
- Bentincksches Landgericht zu Kniphausen für die Herrschaft Kniphausen

Im Fürstentum Birkenfeld bestanden für die drei Ämter Birkenfeld, Nohfelden und Oberstein Amtsgerichte. Die zweite Instanz bildete der Justizsenat der Regierung des Fürstentums Birkenfeld.
Im Fürstentum Lübeck wurde die Rechtsprechung in erster Instanz von den Ämtern Eutin, Großvogtei, Kaltenhof und Kollegiatstift; seit 1843 nur noch von den Ämtern Eutin und Schwartau wahrgenommen. Die Zweite Instanz bildete hier die Justizkanzlei der Regierung in Eutin.
Das Konsistorium wirkte gemäß dem Kabinett-Rescript vom 31. Januar 1817 als Gericht in Ehesachen. 1837 ging diese Aufgabe auf die weltlichen Gerichte über. Auf katholischer Seite war das Generalvikariat in Münster Gericht in Ehesachen. 1831 ging die Aufgabe auf das Offiziliatsgericht Vechta über und 1858 auf die weltlichen Gerichte.

## Justizreform 1858
Teil der Märzforderungen 1848 war auch die Trennung der Rechtsprechung von der Verwaltung. Jedoch dauerte es noch ein ganzes Jahrzehnt, bis dieser Anspruch zumindest teilweise umgesetzt wurde. Mit dem Gerichtsverfassungsgesetz vom 29. August 1857 wurde das Gerichtswesen neu geordnet. Die Ämter blieben Eingangsinstanzen. Jedoch wurde Rechtsprechung und Verwaltung personell getrennt. In jedem Amt gab es neben dem Amtmann nun einen Justizamtmann, der ausschließlich für die Rechtsprechung in seinem Amt zuständig war (es wurde daher auch von dem Amt als Amtsgericht gesprochen).
Die sieben Landgerichte (das patrimoniale Landgericht zu Kniphausen war bereits 1855 aufgehoben worden) wurden aufgelöst und durch drei Obergerichte Oldenburg, Varel und Vechta ersetzt. In Birkenfeld und Eutin wurde ebenfalls je ein Obergericht gebildet. Untergerichte waren die Amtsgerichte Birkenfeld, Oberstein und Nohfelden im Fürstentum Birkenfeld und die Justizämter oder Amtsgerichte in Eutin und Schwartau für das Fürstentum Lübeck.

## Kieler Vertrag 1867
Zur Abfindung oldenburgischer Erbansprüche an Holstein trat Preußen im Kieler Vertrag vom 23. Februar 1867 den Flecken und die Landgemeinde Ahrensbök an Oldenburg ab; für dieses neu erworbene Gebiet richtete Oldenburg ein eigenes Amtsgericht ein. Somit gab es nun auch im Fürstentum Lübeck drei oldenburgische Amtsgerichte.

## 1879
Mit dem Inkrafttreten der Reichsjustizgesetze wurde die Gerichtsverfassung zum 1. Oktober 1879 reichseinheitlich neu geordnet. Das Oberappellationsgericht Oldenburg wurde in das Großherzoglich Oldenburgische und Fürstlich Schaumburg-Lippische Oberlandesgericht Oldenburg umgewandelt. Gemäß Staatsvertrag zwischen dem Großherzogtum und dem Fürstentum Schaumburg-Lippe war das Oberlandesgericht für das Herzogtum Oldenburg und das Fürstentum Schaumburg-Lippe zuständig. Diesem war (neben dem Fürstlich Schaumburg-Lippischen Landgericht Bückeburg mit 2 Amtsgerichten) das Landgericht Oldenburg unterstellt.
An Amtsgerichten bestanden im Bezirk des Landgerichts Oldenburg:
1. Amtsgericht Brake
2. Amtsgericht Butjadingen mit Sitz in Ellwürden
3. Amtsgericht Cloppenburg
4. Amtsgericht Damme (etwa 1901/02 aufgehoben und 1913/14 wieder errichtet)
5. Amtsgericht Delmenhorst
6. Amtsgericht Elsfleth
7. Amtsgericht Friesoythe
8. Amtsgericht Jever
9. Amtsgericht Löningen
10. Amtsgericht Oldenburg
11. Amtsgericht Varel
12. Amtsgericht Vechta
13. Amtsgericht Westerstede
14. Amtsgericht Wildeshausen
15. Amtsgericht Rüstringen in Bant (ab 1. November 1902)[2]

Das gemeinsame Oberlandesgericht endete 30 Jahre später, indem Schaumburg-Lippe sich zu einem Staatsvertrag mit Preußen über den Anschluss des Landgerichts Bückeburg an den Sprengel des Oberlandesgerichts Celle entschloss.
Für das Fürstentum Birkenfeld wurden zunächst drei Amtsgerichte neuen Typs errichtet:
1. Amtsgericht Birkenfeld
2. Amtsgericht Oberstein
3. Amtsgericht Nohfelden und aufgrund Staatsvertrags zwischen Oldenburg und Preußen[3] dem königlich preußischen Landgericht Saarbrücken unterstellt (siehe auch Gerichte in der Rheinprovinz).

Das Amtsgericht Nohfelden wurde allerdings schon zum 1. Juni 1882 wieder aufgehoben und der Bezirk mit dem des Amtsgerichts Birkenfeld vereinigt. Birkenfeld gab dafür die Gemeinden Kronweiler, Oberbrombach, Sonnenberg, Winnenberg, Leisel, Siesbach, Nockenthal und Rötsweiler an das Amtsgericht Oberstein ab. Mit Wirkung vom 1. November 1894 wurde dann für die Bürgermeisterei Nohfelden(-Neunkirchen) wieder ein Amtsgericht eingerichtet und die vorgenannten 8 Gemeinden kamen zurück vom AG Oberstein zum AG Birkenfeld.
Im Fürstentum Lübeck wurden die bestehenden drei Amtsgerichte alten Typs umgewandelt in
1. das Amtsgericht Eutin
2. das Amtsgericht Schwartau und
3. das Amtsgericht Ahrensbök.

Alle drei wurden mit dem Amtsgericht der Stadt Lübeck zu einem gemeinsamen Landgericht Lübeck im Bezirk des Hanseatischen Oberlandesgerichts Hamburg vereint.

## Arbeitsgerichtsbarkeit
Gemäß Arbeitsgerichtsgesetz vom 23. Dezember 1926 wurden in Deutschland Arbeitsgerichte gebildet. Diese waren nur in der ersten Instanz organisatorisch selbstständige Gerichte, die Landesarbeitsgerichte waren den Landgerichten zugeordnet. Am Landgericht Oldenburg entstand so 1927 das Landesarbeitsgericht Oldenburg mit zwei Kammern als einziges Landesarbeitsgericht des Landesteils Oldenburg. Darunter wurden folgende Arbeitsgerichte eingerichtet:
| Arbeitsgericht             | Sprengel                                                                  | Kammern |
| -------------------------- | ------------------------------------------------------------------------- | --- |
| Arbeitsgericht Oldenburg   | Amtsgericht Oldenburg, Amtsgericht Westerstede und Amtsgericht Friesoythe | Zwei Kammern für Arbeiter, eine Kammer für Angestellte, eine Kammer für Handwerk und eine Eisenbahnfachkammer für die Mitarbeiter der Reichsbahndirektion Oldenburg/O. |
| Arbeitsgericht Rüstringen  | Amtsgericht Rüstringen                                                    | eine Kammer für Arbeiter und eine Kammer für Handwerk |
| Arbeitsgericht Varel       | Amtsgericht Varel, Amtsgericht Jever                                      | Zwei Kammern für Arbeiter, eine Kammer für Angestellte und eine Kammer für Handwerk                                                                                    |
| Arbeitsgericht Nordenham   | Amtsgericht Butjadingen, Amtsgericht Brake und Amtsgericht Elsfleth       | Zwei Kammern für Arbeiter, eine Kammer für Angestellte und eine Kammer für Handwerk                                                                                    |
| Arbeitsgericht Delmenhorst | Amtsgericht Delmenhorst                                                   | eine Kammer für Arbeiter, eine Kammer für Angestellte und eine Kammer für Handwerk                                                                                     |
| Arbeitsgericht Vechta      | Amtsgericht Damme, Amtsgericht Vechta und Amtsgericht Wildeshausen        | eine Kammer für Arbeiter, eine Kammer für Angestellte und eine Kammer für Handwerk                                                                                     |
| Arbeitsgericht Cloppenburg | Amtsgericht Cloppenburg, Amtsgericht Löningen                             | eine Kammer für Arbeiter, eine Kammer für Angestellte und eine Kammer für Handwerk                                                                                     |

Durch das Groß-Hamburg-Gesetz von 1937 wurden das preußische Wilhelmshaven und das oldenburgische Rüstringen zum 1. April 1937 zur neuen, nunmehr oldenburgischen Stadt Wilhelmshaven vereinigt. Entsprechend wurde das Arbeitsgericht Rüstringen aufgehoben und sein Sprengel dem Arbeitsgericht Wilhelmshaven zugewiesen.
Mit Verordnung vom 23. Juni 1927 wurde das Landesarbeitsgericht Koblenz zuständiges Landesarbeitsgericht für den oldenburgischen Landesteil Birkenfeld. Einziges Arbeitsgericht dort war das Arbeitsgericht Oberstein. Rechtsgrundlage war eine Staatsvertrag zwischen Preußen und Oldenburg.
Im Fürstentum Lübeck entstand das Arbeitsgericht Eutin für den Sprengel des Amtsgerichts Eutin und das Arbeitsgericht Bad Schwartau für die Amtsgerichte Bad Schwartau und Ahrensbök. Zuständiges Landesarbeitsgericht war das Landesarbeitsgericht Hamburg.

## 1937
Aufgrund des Groß-Hamburg-Gesetzes kam der Landesteil Lübeck gemeinsam mit der bis dahin eigenständigen Hansestadt Lübeck zur preußischen Provinz Schleswig-Holstein und der Landesteil Birkenfeld als Landkreis Birkenfeld an die preußische Rheinprovinz.
Unabhängig davon war die Justizhoheit, wie in allen anderen Ländern auch, bereits im Jahr 1935 durch die Gleichschaltung der Justiz auf das Reich übergegangen. Durch das Gesetz über die Gerichtsgliederung in Groß-Hamburg und anderen Gebietsteilen vom 13. März 1937 (RGBl. I, 312) wurden die drei Amtsgerichte des jetzt preußischen Landkreises Eutin als Bestandteile des Landgerichtsbezirks Lübeck dem Oberlandesgericht Kiel zugeordnet. 

Zugleich wurden die Amtsgerichte Rüstringen und Wilhelmshaven zu einem Amtsgericht Wilhelmshaven vereinigt.
Für die birkenfeldischen Amtsgerichte änderte sich hinsichtlich der Justiz bis 1945 nichts mehr.